# Balaka (stad)
Balaka is een stad in Malawi en is de hoofdplaats van het district Balaka.
Balaka telt naar schatting 25.000 inwoners.